# Sven-Niklas Nöthel
Sven-Niklas Nöthel (* 5. Januar 1988 in Mülheim an der Ruhr) ist ein deutscher Koch.

## Werdegang
Nöthel entstammt einer Gastronomen-Familie. Nach ersten Erfahrungen im Restaurant Hummerstübchen seines Vaters Peter Nöthel  (zwei Michelinsterne) begann er die Kochlehre im Haus Stemberg bei Sascha Stemberg (später ein Michelinstern), wechselte aber nach sechs Monaten zum Restaurant Am Kamin seiner Mutter Heike Nöthel-Stöckmann in Mülheim an der Ruhr.
2011 wurde er Küchenchef im Restaurant Am Kamin, das 2015 mit einem Michelinstern ausgezeichnet wurde. Im November 2019 verließ er das Restaurant.
Sein eigenes Restaurant Mod in Duisburg wurde 2022 ebenfalls mit einem Michelinstern ausgezeichnet.
Nöthel ist verheiratet und Vater von drei Söhnen.

## Auszeichnungen
- 2015: Ein Michelinstern für das Restaurant Am Kamin in Mülheim an der Ruhr[2]
- 2022: Ein Michelinstern für das Restaurant Mod in Duisburg[4]